# Mistrzostwa Europy w Pływaniu na krótkim basenie 2004
12. Mistrzostwa Europy w pływaniu na krótkim basenie odbyły się w hali Wiener Stadthalle w austriackim Wiedniu w dniach 9-12 grudnia 2004 roku.

## Rezultaty mężczyzn

### 50 m stylem dowolnym
| Medal | Zawodnik        | Państwo         | Czas  |
| ----- | --------------- | --------------- | ----- |
|       | Mark Foster     | Wielka Brytania | 21,50 |
|       | Mark Veens      | Holandia        | 21,72 |
|       | Eduardo Lorente | Hiszpania       | 21,75 |

### 100 m stylem dowolnym
| Medal | Zawodnik           | Państwo | Czas  |
| ----- | ------------------ | ------- | ----- |
|       | Frédérick Bousquet | Francja | 47,52 |
|       | Filippo Magnini    | Włochy  | 47,66 |
|       | Jens Schreiber     | Niemcy  | 48,00 |

### 200 m stylem dowolnym
| Medal | Zawodnik              | Państwo | Czas    |
| ----- | --------------------- | ------- | ------- |
|       | Filippo Magnini       | Włochy  | 1:44,57 |
|       | Massimiliano Rosolino | Włochy  | 1:44,95 |
|       | Paweł Korzeniowski    | Polska  | 1:45,58 |

### 400 m stylem dowolnym
| Medal | Zawodnik              | Państwo | Czas    |
| ----- | --------------------- | ------- | ------- |
|       | Massimiliano Rosolino | Włochy  | 3:39,66 |
|       | Jurij Priłukow        | Rosja   | 3:40,65 |
|       | Paweł Korzeniowski    | Polska  | 3:41,36 |

### 1500 m stylem dowolnym
| Mrdal | Zawodnik              | Państwo         | Czas     |
| ----- | --------------------- | --------------- | -------- |
|       | Jurij Priłukow        | Rosja           | 14:31,92 |
|       | David Davies          | Wielka Brytania | 14:32,56 |
|       | Massimiliano Rosolino | Włochy          | 14:39,54 |

### 50 m stylem grzbietowym
| Medal | Zawodnik            | Państwo | Czas  |
| ----- | ------------------- | ------- | ----- |
|       | Thomas Rupprath     | Niemcy  | 23,27 |
|       | Wiaczesław Szyrszow | Ukraina | 24,50 |
|       | Helge Meeuw         | Niemcy  | 24,52 |

### 100 m stylem grzbietowym
| Medal | Zawodnik        | Państwo | Czas  |
| ----- | --------------- | ------- | ----- |
|       | Thomas Rupprath | Niemcy  | 50,73 |
|       | Markus Rogan    | Austria | 50,80 |
|       | László Cseh     | Węgry   | 52,09 |

### 200 m stylem grzbietowym
| Medal | Zawodnik           | Państwo  | Czas    |
| ----- | ------------------ | -------- | ------- |
|       | Markus Rogan       | Austria  | 1:51,24 |
|       | Blaž Medvešek      | Słowenia | 1:52,39 |
|       | Jewgienij Alieszin | Rosja    | 1:53,71 |

### 50 m stylem klasycznym
| Medal | Zawodnik       | Państwo  | Czas  |
| ----- | -------------- | -------- | ----- |
|       | Ołeh Lisohor   | Ukraina  | 26,92 |
|       | Roman Słudnow  | Rosja    | 27,09 |
|       | Emil Tahirovič | Słowenia | 27,17 |

### 100 m stylem klasycznym
| Medal | Zawodnik      | Państwo | Czas  |
| ----- | ------------- | ------- | ----- |
|       | Roman Słudnow | Rosja   | 58,73 |
|       | Ołeh Lisohor  | Ukraina | 58,81 |
|       | Ihor Borysyk  | Ukraina | 59,70 |

### 200 m stylem klasycznym
| Medal | Zawodnik        | Państwo | Czas    |
| ----- | --------------- | ------- | ------- |
|       | Paolo Bossini   | Włochy  | 2:07,29 |
|       | Sławomir Kuczko | Polska  | 2:07,61 |
|       | Grigorij Falko  | Rosja   | 2:07,66 |

### 50 m stylem motylkowym
| Medal | Zawodnik      | Państwo         | Czas  |
| ----- | ------------- | --------------- | ----- |
|       | Mark Foster   | Wielka Brytania | 23,35 |
|       | Jere Hård     | Finlandia       | 23,38 |
|       | Oliver Wenzel | Niemcy          | 23,50 |

### 100 m stylem motylkowym
| Medal | Zawodnik         | Państwo | Czas  |
| ----- | ---------------- | ------- | ----- |
|       | Thomas Rupprath  | Niemcy  | 50,67 |
|       | Nikołaj Skworcow | Rosja   | 50,92 |
|       | Ioan Gherghel    | Rumunia | 52,26 |

### 200 m stylem motylkowym
| Medal | Zawodnik           | Państwo | Czas    |
| ----- | ------------------ | ------- | ------- |
|       | Nikołaj Skworcow   | Rosja   | 1:52,90 |
|       | Paweł Korzeniowski | Polska  | 1:53,19 |
|       | Ioan Gherghel      | Rumunia | 1:54,86 |

### 100 m stylem zmiennym
| Medal | Zawodnik      | Państwo  | Czas  |
| ----- | ------------- | -------- | ----- |
|       | Peter Mankoč  | Słowenia | 53,05 |
|       | Markus Rogan  | Austria  | 53,64 |
|       | Oliver Wenzel | Niemcy   | 54,14 |

### 200 m stylem zmiennym
| Medal | Zawodnik            | Państwo | Czas    |
| ----- | ------------------- | ------- | ------- |
|       | Markus Rogan        | Austria | 1:55,15 |
|       | László Cseh         | Węgry   | 1:55,36 |
|       | Vytautas Janušaitis | Litwa   | 1:57,45 |

### 400 m stylem zmiennym
| Medal | Zawodnik       | Państwo | Czas    |
| ----- | -------------- | ------- | ------- |
|       | László Cseh    | Węgry   | 4:03,96 |
|       | Luca Marin     | Włochy  | 4:05,93 |
|       | Igor Berezucki | Rosja   | 4:08,91 |

### 4×50m stylem dowolnym (sztafeta)
| Medal | Zawodnik                                                          | Państwo | Czas    |
| ----- | ----------------------------------------------------------------- | ------- | ------- |
|       | David Maître Alain Bernard Romain Barnier Frédérick Bousquet      | Francja | 1:26,24 |
|       | Benjamin Friedrich Thomas Rupprath Jens Schreiber Carsten Dehmlow | Niemcy  | 1:26,30 |
|       | David Nordenlilja Marcus Piehl Erik Andersson Petter Stymne       | Szwecja | 1:26,98 |

### 4×50m stylem zmiennym (sztafeta)
| Medal | Zawodnik                                                         | Państwo   | Czas    |
| ----- | ---------------------------------------------------------------- | --------- | ------- |
|       | Thomas Rupprath Mark Warnecke Fabian Friedrich Carsten Dehmlow   | Niemcy    | 1:34,56 |
|       | Wiaczesław Szyrszow Ołeh Lisohor Serhij Breus Ołeksandr Wołyniec | Ukraina   | 1:34,94 |
|       | Tero Raty Jarno Pihlava Jere Hård Matti Rajakyla                 | Finlandia | 1:35,89 |

## Rezultaty kobiet

### 50 m stylem dowolnym
| Medal | Zawodniczka           | Państwo  | Czas  |
| ----- | --------------------- | -------- | ----- |
|       | Marleen Veldhuis      | Holandia | 24,34 |
|       | Anna-Karin Kammerling | Szwecja  | 24,57 |
|       | Hinkelien Schreuder   | Holandia | 24,64 |

### 100 m stylem dowolnym
| Medal | Zawodniczka      | Państwo  | Czas  |
| ----- | ---------------- | -------- | ----- |
|       | Malia Metella    | Francja  | 53,37 |
|       | Marleen Veldhuis | Holandia | 53,63 |
|       | Josefin Lillhage | Szwecja  | 53,64 |

### 200 m stylem dowolnym
| Medal | Zawodniczka      | Państwo         | Czas    |
| ----- | ---------------- | --------------- | ------- |
|       | Josefin Lillhage | Szwecja         | 1:55,36 |
|       | Melanie Marshall | Wielka Brytania | 1:56,36 |
|       | Petra Dallmann   | Niemcy          | 1:57,24 |

### 400 m stylem dowolnym
| Medal | Zawodniczka      | Państwo         | Czas    |
| ----- | ---------------- | --------------- | ------- |
|       | Keri-Anne Payne  | Wielka Brytania | 4:03,60 |
|       | Daria Parchina   | Rosja           | 4:04,56 |
|       | Erika Villaécija | Hiszpania       | 4:06,05 |

### 800 m stylem dowolnym
| Medal | Zawodniczka      | Państwo    | Czas    |
| ----- | ---------------- | ---------- | ------- |
|       | Flavia Rigamonti | Szwajcaria | 8:17,39 |
|       | Lotte Friis      | Dania      | 8:22,38 |
|       | Erika Villaécija | Hiszpania  | 8:26,38 |

### 50 m stylem grzbietowym
| Medal | Zawodniczka        | Państwo | Czas  |
| ----- | ------------------ | ------- | ----- |
|       | Antje Buschschulte | Niemcy  | 27,42 |
|       | Kateryna Zubkowa   | Ukraina | 27,50 |
|       | Ilona Hlaváčková   | Czechy  | 27,57 |

### 100 m stylem grzbietowym
| Medal | Zawodniczka        | Państwo | Czas  |
| ----- | ------------------ | ------- | ----- |
|       | Kateryna Zubkowa   | Ukraina | 58,58 |
|       | Antje Buschschulte | Niemcy  | 58,70 |
|       | Louise Ørnstedt    | Dania   | 58,76 |

### 200 m stylem grzbietowym
| Medal | Zawodniczka     | Państwo         | Czas    |
| ----- | --------------- | --------------- | ------- |
|       | Louise Ørnstedt | Dania           | 2:06,33 |
|       | Sarah Price     | Wielka Brytania | 2:07,24 |
|       | Gemma Spofforth | Wielka Brytania | 2:07,64 |

### 50 m stylem klasycznym
| Medal | Zawodniczka       | Państwo         | Czas  |
| ----- | ----------------- | --------------- | ----- |
|       | Sarah Poewe       | Niemcy          | 31,09 |
|       | Jelena Bogomazowa | Rosja           | 31,46 |
|       | Kate Haywood      | Wielka Brytania | 31,52 |

### 100 m stylem klasycznym
| Medal | Zawodniczka   | Państwo | Czas    |
| ----- | ------------- | ------- | ------- |
|       | Sarah Poewe   | Niemcy  | 1:06,50 |
|       | Mirna Jukić   | Austria | 1:07,05 |
|       | Simone Weiler | Niemcy  | 1:07,70 |

### 200 m stylem klasycznym
| Medal | Zawodniczka  | Państwo | Czas    |
| ----- | ------------ | ------- | ------- |
|       | Anne Poleska | Niemcy  | 2:21,79 |
|       | Mirna Jukić  | Austria | 2:22,79 |
|       | Sarah Poewe  | Niemcy  | 2:24,33 |

### 50 m stylem motylkowym
| Medal | Zawodniczka           | Państwo  | Czas  |
| ----- | --------------------- | -------- | ----- |
|       | Anna-Karin Kammerling | Szwecja  | 25,73 |
|       | Martina Moravcová     | Słowacja | 26,14 |
|       | Fabienne Nadarajah    | Austria  | 26,27 |

### 100 m stylem motylkowym
| Medal | Zawodniczka       | Państwo  | Czas  |
| ----- | ----------------- | -------- | ----- |
|       | Martina Moravcová | Słowacja | 56,89 |
|       | Mette Jacobsen    | Dania    | 58,43 |
|       | Malia Metella     | Francja  | 58,47 |

### 200 m stylem motylkowym
| Medal | Zawodniczka         | Państwo  | Czas    |
| ----- | ------------------- | -------- | ------- |
|       | Martina Moravcová   | Słowacja | 2:06,68 |
|       | Mette Jacobsen      | Dania    | 2:06,99 |
|       | Caterina Giacchetti | Włochy   | 2:07,11 |

### 100 m stylem zmiennym
| Medal | Zawodniczka          | Państwo         | Czas    |
| ----- | -------------------- | --------------- | ------- |
|       | Aleksandra Urbańczyk | Polska          | 1:00,75 |
|       | Lisa Chapman         | Wielka Brytania | 1:00,88 |
|       | Teresa Rohmann       | Niemcy          | 1:01,18 |

### 200 m stylem zmiennym
| Medal | Zawodniczka          | Państwo | Czas    |
| ----- | -------------------- | ------- | ------- |
|       | Teresa Rohmann       | Niemcy  | 2:09,40 |
|       | Aleksandra Urbańczyk | Polska  | 2:10,64 |
|       | Julie Hjørt-Hansen   | Dania   | 2:13,03 |

### 400 m stylem zmiennym
| Medal | Zawodniczka    | Państwo | Czas    |
| ----- | -------------- | ------- | ------- |
|       | Éva Risztov    | Węgry   | 4:32,26 |
|       | Teresa Rohmann | Niemcy  | 4:34,38 |
|       | Katinka Hosszú | Węgry   | 4:35,41 |

### 4×50m stylem dowolnym (sztafeta)
| Medal | Zawodniczka                                                            | Państwo  | Czas    |
| ----- | ---------------------------------------------------------------------- | -------- | ------- |
|       | Inge Dekker Hinkelien Schreuder Chantal Groot Marleen Veldhuis         | Holandia | 1:37,97 |
|       | Dorothea Brandt Janine Pietsch Daniela Götz Petra Dallmann             | Niemcy   | 1:38,52 |
|       | Lina Petersson Anna-Karin Kammerling Josefin Lillhage Claire Hedenskog | Szwecja  | 1:38,76 |

### 4×50m stylem zmiennym (sztafeta)
| Medal | Zawodniczka                                                                | Państwo  | Czas    |
| ----- | -------------------------------------------------------------------------- | -------- | ------- |
|       | Hinkelien Schreuder Moniek Nijhuis Inge Dekker Marleen Veldhuis            | Holandia | 1:48,21 |
|       | Janine Pietsch Sarah Poewe Antje Buschschulte Dorothea Brandt              | Niemcy   | 1:48,52 |
|       | Emelie Kierkegaard Sanja Dizdarević Anna-Karin Kammerling Josefin Lillhage | Szwecja  | 1:50,05 |

## Tabela medalowa
| Miejsce | Państwo         | Złoto | Srebro | Brąz | Razem |
| ------- | --------------- | ----- | ------ | ---- | ----- |
| 1.      | Niemcy          | 9     | 5      | 8    | 22    |
| 2.      | Rosja           | 3     | 4      | 3    | 10    |
| 3.      | Wielka Brytania | 3     | 4      | 2    | 9     |
| 4.      | Włochy          | 3     | 3      | 2    | 8     |
| 5.      | Holandia        | 3     | 2      | 1    | 6     |
| 6.      | Francja         | 3     | 0      | 1    | 4     |
| 7.      | Ukraina         | 2     | 5      | 1    | 8     |
| 8.      | Austria         | 2     | 4      | 1    | 7     |
| 9.      | Szwecja         | 2     | 1      | 4    | 7     |
| 10.     | Węgry           | 2     | 1      | 2    | 5     |
| 11.     | Słowacja        | 2     | 1      | 0    | 3     |
| 12.     | Dania           | 1     | 3      | 2    | 6     |
| –       | Polska          | 1     | 3      | 2    | 6     |
| 14.     | Słowenia        | 1     | 1      | 1    | 3     |
| 15.     | Szwajcaria      | 1     | 0      | 0    | 1     |
| 16.     | Finlandia       | 0     | 1      | 1    | 2     |
| 17.     | Hiszpania       | 0     | 0      | 3    | 3     |
| 18.     | Rumunia         | 0     | 0      | 2    | 2     |
| 19.     | Litwa           | 0     | 0      | 1    | 1     |
| –       | Czechy          | 0     | 0      | 1    | 1     |
|         | Razem           | 38    | 38     | 38   | 114   |